# Бистиччи, Веспазиано да
Веспазиано да Бистиччи (итал. Vespasiano da Bisticci; 1421, Риньяно-суль-Арно, Флорентийская республика — 21 июля 1498, Баньо-а-Риполи) — итальянский ренессансный гуманист, флорентийский библиотекарь

, историк, издатель, успешный книготорговец (cartolajo) и писатель
-мемуарист.

## Биография
Родился в семье родом из Бистиччи (Bisticci), небольшой деревне в окрестностях Флоренции. Был владельцем книжной лавки во Флоренции, и вскоре его репутация в качестве книготорговца и копииста рукописей распространилась далеко за пределы Италии.
По собственной инициативе и по заказам своих клиентов разыскивал по всей Италии рукописи, делал с них копии и продавал частным коллекционерам. Среди его заказчиков были римские первосвященники (Евгений IV и Николай V), кардиналы, короли (Альфонсо V Великодушный, король Неаполитанский, Матьяш Корвин, венгерский король), князья, знатные и богатые люди. Одним из его заказчиков и покровителей был Козимо Медичи, правитель Флоренции.
Участвовал в создании многих великих библиотек того времени. Когда Козимо Медичи решил создать Библиотеку Лауренциана во Флоренции, Веспазиано советовал ему и послал в помощь Томмазо Парентучелли (впоследствии Папа римский Николай V) и систематический библиотечный каталог, который стал основой новой коллекции.
За двадцать два месяца Веспазиано создал для Козимо Медичи 200 томов силами сорок пяти переписчиков. Большинство из них были, что типично для той эпохи, богословскими книгами и литургическими песнопениями.
Оказал важные услуги по распространению классических авторов, когда Николай V, истинный основатель Ватиканской библиотеки, стал папой. Посвятил четырнадцать лет тому, чтобы собрать библиотеку Федерико да Монтефельтро, герцога Урбинского, устроив её в более современной манере; принимал участие в составлении каталогов Ватикана, Сан-Марко во Флоренции, библиотеки Висконти в Павии и Оксфорде.
Книжная лавка Веспазиано стала достопримечательностью Флоренции, центром флорентийской интеллектуальной и культурной жизни, местом встреч флорентийских гуманистов, учёных и литераторов. В его лавке собирались, чтобы обсудить последние новости политической, общественной и культурной жизни, а также книги и рукописи, собрание которых регулярно обновлялось.
В 1480 г. передал своё дело Андреа де Лоренцо, своему компаньону, а сам удалился в своё имение Antella и занялся литературным трудом. С 1480 до своей смерти в 1498 г. Бистиччи написал несколько трактатов и книгу воспоминаний (на итальянском языке), которая его прославила: «Жизнеописание замечательных людей XV века» («Vite di uomini illustri del secolo XV»). Его книга содержит описания жизни пап, кардиналов, правителей государств, гуманистов, литераторов, большей частью лично ему знакомых (всего 105 биографий).
Бистиччи считается первым книжником, который поставил книжный магазин и копирование книг на коммерческую основу; под его началом работала целая когорта переписчиков и копиистов, преимущественно копировавших средневековые списки античных текстов.